# Alo
Alo (ook wel Tu`a) is een chiefdom (Frans: royaume coutumier) op de Hoornse Eilanden die samen met het eiland Wallis (Uvea) en een twintigtal kleine eilandjes het in het zuiden van de Grote Oceaan gelegen Franse overzeese gebied Wallis en Futuna vormen.

## Geografie
Alo omvat het eiland Alofi en het oostelijke deel van het eiland Futuna, waarop het aan Sigave grenst. Alofi heeft een grootte van 32 km² en telde in 2013 officieel slechts een inwoner, die in Alofitai woont. Het ligt 1,7 kilometer van Futuna vandaan. Er zijn wel enkele Futunezen die een tuin hebben op het eiland en er geregeld naar toe gaan om die te verzorgen. Alo heeft een grootte van 85 km², met als hoogste punt Mont Kolofau (417 m).

## Geschiedenis
Alo werd samen met Sigave door de Nederlandse zeevaarders Willem Schouten en Jacob le Maire ontdekt. Dit deden zij op 28 april 1616. Met de Eendraght arriveerden zij op Futuna. De baai waar ze aanmeerden, wordt de Eendrachtsbaai genoemd. De twee werden uitgerust door Isaac le Maire, de vader van Jacob, voor de Australische Compagnie. Deze compagnie had het doel om het octrooi van de VOC te omzeilen door een andere route te vinden naar Indonesië. Dit lukte Schouten en Le Maire door om Vuurland heen te varen, in plaats van door de Straat Magellaan. Ondanks deze ontdekking was het geen succesvolle reis. Ze mogen dan wel Kaap Hoorn hebben ontdekt, maar hun schip werd met lading in beslag genomen in Batavia. Dat gebeurt op last van de Heren XVII, omdat zij 'niet in haren dienst zijn uitgevaren'. De Nederlanders hebben de eilandengroep echter links laten liggen.
In 1768 herontdekte de Franse zeevaarder Louis Antoine de Bougainville Sigave en Alo. Hij noemde ze het verloren kind in de Stille Oceaan. De Fransen hebben sinds 1842 de regie in handen op de Hoornse Eilanden.
In 1961 werden Alo en Sigave na een referendum bestuurlijk samengevoegd met de Walliseilanden. Deze combinatie van eilanden werd (semi)autonoom binnen het Franse overzeese gebied. Het gebied werd in het vervolg "Wallis en Futuna" genoemd.

## Demografie
Op Alo is het katholicisme de belangrijkste religie. De belangrijkste talen zijn Frans en Futuniaans, een aan het Samoaans en het Wallisiaans verwante Austronesische taal die vooral aan de oostkust nog gesproken wordt. De grootste plaats is Ono; de hoofdstad is Mala'e. De huidige koning, Futunees Tuigaifo, van Alo is Filipo Katoa, die de troon op 7 juni 2016 besteeg als opvolger van Petelo Sea, die enkele weken tevoren afgezet werd.
| Plaats   | In het Frans | Oppervlakte in km² | Bevolking (2008) | Bevolking (2013) | Administratief centrum van de mensen (2008) |
| -------- | ------------ | ------------------ | ---------------- | ---------------- | ------------------------------------------- |
| Alo      | Alo          | 85                 | 2666             | 2156             | Mala’e (224)                                |
| Alofitai | Alofitai     | -                  | 1                | 1                | -                                           |
| Kolia    | Kolia        | -                  | 397              | 309              | -                                           |
| Mala’e   | Mala’e       | -                  | 224              | 192              | -                                           |
| Ono      | Ono          | -                  | 667              | 537              | -                                           |
| Poi      | Poï          | -                  | 256              | 190              | -                                           |
| Tamana   | Tamana       | -                  | 184              | 183              | -                                           |
| Taoa     | Taoa         | -                  | 623              | 531              | -                                           |
| Tuatafa  | Tuatafa      | -                  | 34               | 2                | -                                           |
| Vele     | Vele         | -                  | 280              | 211              | -                                           |